# Élection sénatoriale partielle de 2015 dans la Haute-Loire
Une élection sénatoriale partielle  a lieu dans la Haute-Loire le dimanche 25 janvier 2015. Elle a pour but d'élire l'un des deux sénateurs représentant le département au Sénat à la suite de la démission de Jean Boyer (UDI), le 3 novembre 2014. 

## Contexte départemental
Lors des élections sénatoriales de 2011 dans la Haute-Loire, deux sénateurs centristes ont été élus: Gérard Roche et Jean Boyer. Ce dernier démissionne à mi-mandat en novembre 2014 à l'âge de 77 ans.   
Depuis 2011, le collège électoral, constitué des grands électeurs que sont le sénateur sortant, les députés, les conseillers régionaux, les conseillers généraux et les délégués des conseils municipaux, a été largement renouvelé. 
Le corps électoral appelé à élire le nouveau sénateur a été modifié par les élections législatives de 2012 qui ont conservé le rapport de force antérieur dans le département (deux députés UMP) et surtout les élections municipales de 2014 qui ont vu une relative stabilité dans le département.

## Rappel des résultats des élections sénatoriales de 2011
| Candidat et parti politique | Candidat et parti politique | Candidat et parti politique | Premier tour | Premier tour | Second tour | Second tour |
| Candidat et parti politique | Candidat et parti politique | Candidat et parti politique | Voix         | %            | Voix        | %           |
| --------------------------- | --------------------------- | --------------------------- | ------------ | ------------ | ----------- | ----------- |
|                             | Gérard Roche                | DVD                         | 338          | 47,94        | 444         | 63,52       |
|                             | Jean Boyer                  | NC                          | 309          | 43,83        | 400         | 57,22       |
|                             | Pierre Gibert               | PS                          | 175          | 24,82        | 232         | 33,19       |
|                             | Nicole Chassin              | PS                          | 171          | 24,26        | 222         | 31,76       |
|                             | Fabien Albertini            | FN                          | 7            | 0,99         | 17          | 2,43        |
|                             | Madeleine Dubois            | UMP                         | 138          | 19,57        |             |             |
|                             | Jean-Jacques Faucher        | UMP                         | 132          | 18,32        |             |             |
|                             | Pierre Astor                | DVD                         | 36           | 5,11         |             |             |
|                             | Michel Valentin             | PCF                         | 21           | 2,98         |             |             |
|                             | Éric Reynaud                | DVD                         | 5            | 0,71         |             |             |
|                             |                             |                             |              |              |             |             |
| Inscrits                    | Inscrits                    | Inscrits                    | 711          | 100,00       | 711         | 100,00      |
| Abstentions                 | Abstentions                 | Abstentions                 | 3            | 0,42         | 0           | 0,00        |
| Votants                     | Votants                     | Votants                     | 708          | 99,58        | 711         | 100,00      |
| Blancs et nuls              | Blancs et nuls              | Blancs et nuls              | 3            | 0,42         | 12          | 1,69        |
| Exprimés                    | Exprimés                    | Exprimés                    | 705          | 99,16        | 699         | 98,31       |

## Sénateur démissionnaire
| Sénateur | Sénateur   | Parti | Fonctions lors de l'élection en 2011 |
| -------- | ---------- | ----- | ------------------------------------ |
|          | Jean Boyer | UDI   | Sénateur sortant, conseiller général |

## Collège électoral
En application des règles applicables pour les élections sénatoriales françaises, le collège électoral appelé à élire un sénateur de la Haute-Loire en 2015 se compose de la manière suivante :
| Délégués des communes                             |                        |                       |                       |          |                     |
|                                                   | Conseillers municipaux | Délégués / commune    | Communes concernées   | Délégués | % collège électoral |
| Délégués des communes de moins de 9 000 habitants |                        |                       |                       |          |                     |
| - communes de < 100 habitants                     | 7                      | 1                     | 39                    | 39       | 5,36%               |
| - communes de < 500 habitants                     | 11                     | 1                     | 125                   | 125      | 17,17%              |
| - communes de < 1500 habitants                    | 15                     | 3                     | 57                    | 171      | 23,49%              |
| - communes de < 2 500 habitants                   | 19                     | 5                     | 16                    | 80       | 10,99%              |
| - communes de < 3 500 habitants                   | 23                     | 7                     | 12                    | 84       | 11,54%              |
| - communes de < 5 000 habitants                   | 27                     | 15                    | 5                     | 75       | 10,30%              |
| - communes de < 9 000 habitants                   | 29                     | 15                    | 5                     | 75       | 10,30%              |
| Délégués des communes de 9 000 à 29 999 habitants |                        |                       |                       |          |                     |
| - communes de < 10 000 habitants                  | 29                     | 29                    | 0                     | 0        | 0,00%               |
| - communes de < 20 000 habitants                  | 33                     | 33                    | 1                     | 33       | 4,53%               |
| - communes de < 30 000 habitants                  | 35                     | 35                    | 0                     | 0        | 0,00%               |
| Délégués des communes                             | Délégués des communes  | Délégués des communes | Délégués des communes | 682      | 93,68%              |
| Conseillers généraux                              | Conseillers généraux   | Conseillers généraux  | Conseillers généraux  | 35       | 4,81%               |
| Conseillers régionaux                             | Conseillers régionaux  | Conseillers régionaux | Conseillers régionaux | 8        | 1,10%               |
| Député                                            | Député                 | Député                | Député                | 2        | 0,27%               |
| Sénateurs                                         | Sénateurs              | Sénateurs             | Sénateurs             | 1        | 0,14%               |
| Total                                             | Total                  | Total                 | Total                 | 728      | 100,00%             |

## Présentation des candidats et des suppléants
| T/S | Candidats | Candidats                | Parti         | Principale fonction                                                                    |
| --- | --------- | ------------------------ | ------------- | -------------------------------------------------------------------------------------- |
| T   |           | Olivier Cigolotti        | UDI           | Président de la CC du Pays de Montfaucon, conseiller municipal de Saint-Romain-Lachalm |
| S   |           | Sophie Courtine          | UMP           | Conseillère générale                                                                   |
| T   |           | Éric Reynaud             | Divers droite |                                                                                        |
| S   |           | Delphine Delabrosse      | Divers droite |                                                                                        |
| T   |           | Annie Mangiaracina-Vérot | PS            | Conseillère municipale de Monistrol-sur-Loire                                          |
| S   |           | Patrice Douix            | PS            | Conseillère municipale de Blesle                                                       |

## Résultats
| Candidats                | Candidats                | Parti                    | Nuance                   | Premier tour | Premier tour |
| Candidats                | Candidats                | Parti                    | Nuance                   | Voix         | %            |
| ------------------------ | ------------------------ | ------------------------ | ------------------------ | ------------ | ------------ |
|                          | Olivier Cigolotti        | UDI                      | UDI                      | 474          | 70,64        |
|                          | Annie Mangiaracina-Vérot | PS                       | SOC                      | 154          | 22,95        |
|                          | Éric Reynaud             | SE                       | DVD                      | 43           | 6,41         |
|                          |                          |                          |                          |              |              |
| Suffrages exprimés       | Suffrages exprimés       | Suffrages exprimés       | Suffrages exprimés       | 671          | 92,68        |
| Votes blancs et nuls     | Votes blancs et nuls     | Votes blancs et nuls     | Votes blancs et nuls     | 53           | 7,32         |
| Total                    | Total                    | Total                    | Total                    | 724          | 100          |
| Abstention               | Abstention               | Abstention               | Abstention               | 4            | 0,55         |
| Inscrits / participation | Inscrits / participation | Inscrits / participation | Inscrits / participation | 728          | 99,45        |